# Hechos alternativos

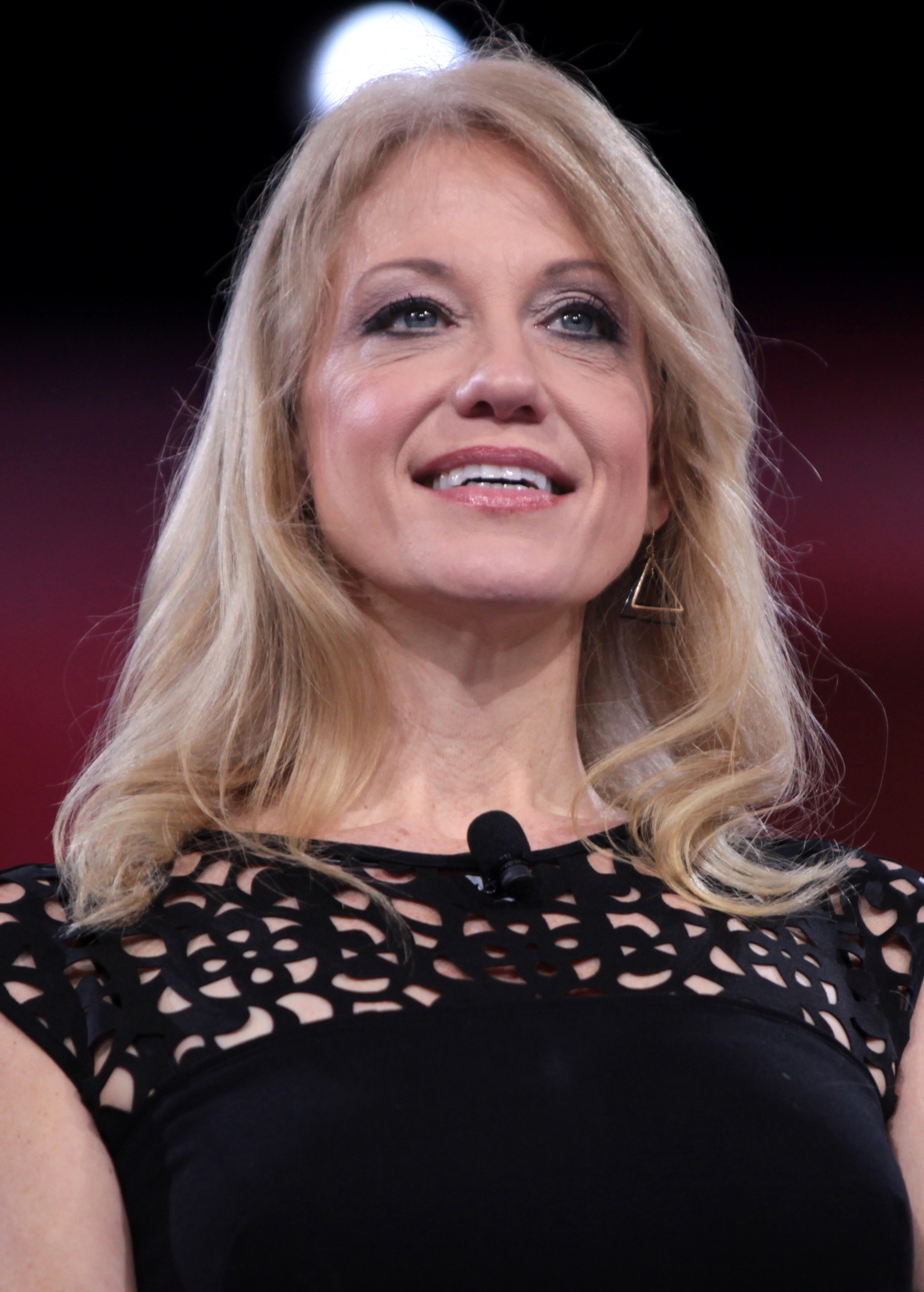
Kellyanne Conway, quien utilizó el término «hechos alternativos».

«Hechos alternativos» (en inglés: «alternative facts») es una frase usada por la consejera del expresidente de los Estados Unidos Donald Trump, Kellyanne Conway, durante una entrevista con el programa de noticias Meet the Press el 22 de enero de 2017 en la cual defendió la declaración falsa del Secretario de Prensa de la Casa Blanca, Sean Spicer, sobre la asistencia a la investidura presidencial de Donald Trump como presidente de los Estados Unidos. Cuando se le presionó durante la entrevista con Chuck Todd para explicar por qué Spicer «expresó una falsedad demostrable», Conway declaró que Spicer estaba dando «hechos alternativos». Todd respondió: «Mira, los hechos alternativos no son hechos, son falsedades».
El uso de la frase «hechos alternativos» por Conway fue blanco de burlas en las redes sociales y muy criticado por periodistas y organizaciones de medios como Dan Rather, Jill Abramson y la Public Relations Society of America. La frase fue descrita extensamente como orwelliana; para el 26 de enero de 2017, las ventas del libro 1984 habían aumentado en 9500 %, convirtiéndose en el libro número uno en superventas en Amazon.com.

## Antecedentes
El 21 de enero de 2017, el Secretario de Prensa de la Casa Blanca, Sean Spicer, realizó su primera rueda de prensa. En ella acusó a los medios de comunicación de subestimar deliberadamente el tamaño de la multitud en la ceremonia inaugural del presidente Trump y dijo que la ceremonia había dibujado la «audiencia más grande en atestiguar una inauguración –punto– en persona y alrededor del globo». De acuerdo con todos los datos disponibles, las alegaciones de Spicer eran falsas. Las imágenes aéreas demostraron que la participación para la investidura presidencial de Trump era más baja que la participación para la primera investidura presidencial de Barack Obama en 2009. Spicer afirmó que 420 000 personas abordaron el metro de D. C. el día de la investidura presidencial en 2017, en comparación con 317 000 en 2013. «No está claro de dónde proviene su cifra de 420 000» o qué períodos de tiempo comparaba. Las cifras reales de pasajeros entre la medianoche y las 11 de la mañana fueron 193 000 en 2017 y 317 000 en 2013. El número de pasajeros del día completo fue de 570 557 en 2017 y 782 000 en 2013.
Spicer también dio información incorrecta sobre el uso de cubiertas de suelo blancas durante la investidura presidencial. Afirmó que fueron utilizadas por primera vez durante la investidura presidencial de Trump y que fueron responsables de un efecto visual que hizo que la audiencia pareciera más pequeña. Los revestimientos de suelo blancos, sin embargo, se habían utilizado en 2013 cuando Obama fue juramentado para su segundo término. Spicer no tomó preguntas de los medios de comunicación en la rueda de prensa.

## La cita contextualizada
La estratega y consejera de campaña de Trump, Kellyanne Conway, defendió las declaraciones de Spicer en una entrevista con Meet the Press, diciéndole a Chuck Todd de NBC:

CHUCK TODD: (…) answer the question of why the president asked the White House press secretary to come out in front of the podium for the first time and utter a falsehood? Why did he do that? It undermines the credibility of the entire White House press office …

KELLYANNE CONWAY: No it doesn’t.
CHUCK TODD: … on day one.
KELLYANNE CONWAY: Don’t be so overly dramatic about it, Chuck. What … you’re saying it’s a falsehood. And they’re giving... Sean Spicer, our press secretary, gave alternative facts to that. But the point remains …
CHUCK TODD: Wait a minute. Alternative facts?
KELLYANNE CONWAY: … that there’s …
CHUCK TODD: Alternative facts? Four of the five facts he uttered – the one thing he got right …
KELLYANNE CONWAY: … hey, Chuck, why … Hey, Chuck …

CHUCK TODD: … was Zeke Miller. Four of the five facts he uttered were just not true. Look, alternative facts are not facts. They’re falsehoods.
CHUCK TODD: (...) responda a la pregunta de por qué el presidente pidió al secretario de prensa de la Casa Blanca que saliera al frente del podio por primera vez y pronunciara una falsedad? ¿Por qué hizo eso? Socava la credibilidad a toda la oficina de prensa de la Casa Blanca ...

KELLYANNE CONWAY: No, en absoluto.
CHUCK TODD: ... en el primer día.
KELLYANNE CONWAY: No seas demasiado dramático sobre eso, Chuck. Lo que ... estás diciendo es que es una mentira. Y ellos están dando ... Sean Spicer, nuestro secretario de prensa, dio hechos alternativos sobre eso. Pero el punto importante sigue siendo ...
CHUCK TODD: Espera un minuto. ¿Hechos alternativos?
KELLYANNE CONWAY: ... que hay/que no hay ...
CHUCK TODD: ¿Hechos alternativos? Cuatro de los cinco hechos que pronunció, lo único que dijo que era cierto ...
KELLYANNE CONWAY: ... hey, Chuck, ¿por qué ... Hey, Chuck ...

CHUCK TODD: ... era Zeke Miller. Cuatro de los cinco hechos que pronunció no eran verdad. Mire, los hechos alternativos no son hechos. Son falsedades.

Conway más tarde argumentó que el número de la multitud en general no podía ser evaluado con certeza y se opuso a lo que ella describió como Todd tratando de hacerla quedar en ridículo.

## Frases similares
Durante la semana siguiente a los comentarios de Conway, ella siguió discutiendo «hechos alternativos», sustituyendo el término por las frases «información alternativa» e «información incompleta». Dos días después de la entrevista con Todd, defendió las restricciones de viaje de Trump al hablar de una «masacre de Bowling Green» (más tarde dijo que se refería al arresto de dos iraquíes en Bowling Green, Kentucky por enviar ayuda a terroristas en Irak) y alegó falsamente que el presidente Obama en 2011 había «prohibido visas para los refugiados de Irak durante seis meses». Sus declaraciones erróneas se describieron como «haber tomado» hechos alternativos «a un nuevo nivel».
La frase «hechos alternativos» se notó por su similitud con una frase usada en el libro de Trump de 1987, Trump: The Art of the Deal. En ese libro, la expresión «truthful hyperbole» («hipérbole veraz») es descrita como «una forma inocente de exageración y ... una forma muy efectiva de promoción». El libro afirma que «la gente quiere creer que algo es lo más grande y lo más grandioso y lo más espectacular». El escritor fantasma del libro, Tony Schwartz, dijo que acuñó esa frase y afirmó que a Trump «le encantó».

## Reacciones

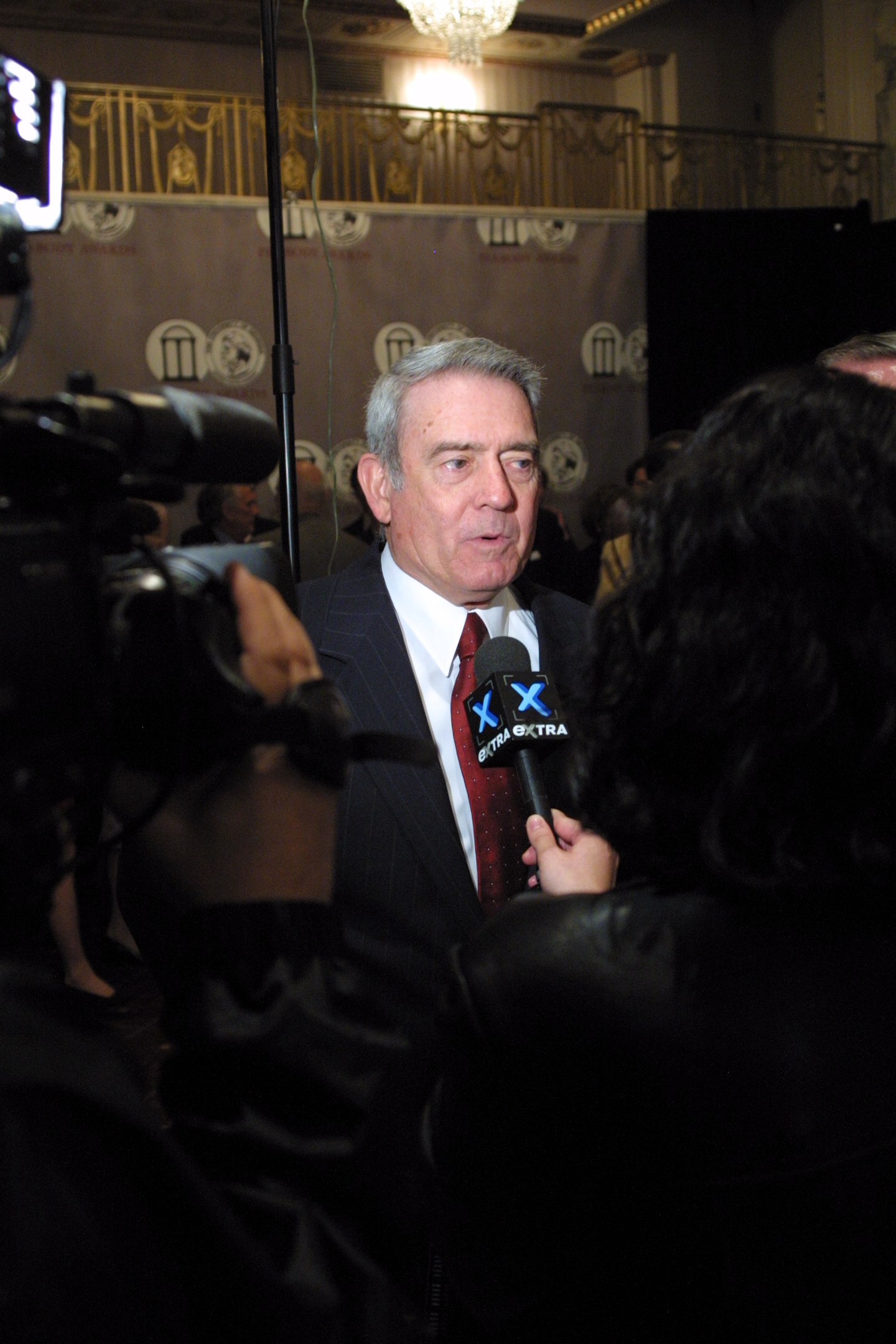
Periodista Dan Rather, opositor a los dichos hechos por Kellyanne Conway

La rueda de prensa de Spicer y los comentarios siguientes de Conway provocaron reacciones rápidas en las redes sociales. El periodista Dan Rather publicó una crítica de la entrante administración presidencial de los Estados Unidos en su página de Facebook. Rather escribió:

These are not normal times. These are extraordinary times. And extraordinary times call for extraordinary measures.

When you have a spokesperson for the president of the United States wrap up a lie in the Orwellian phrase "alternative facts"...

When you have a press secretary in his first appearance before the White House reporters threaten, bully, lie, and then walk out of the briefing room without the balls to answer a single question...
Estos no son tiempos normales. Estos son tiempos extraordinarios. Y los tiempos extraordinarios exigen medidas extraordinarias.

Cuando usted tiene un portavoz del presidente de los Estados Unidos encubriendo una mentira en la frase orwelliana «hechos alternativos»...

Cuando tiene a un secretario de prensa en su primera aparición ante los reporteros de la Casa Blanca amenazando, intimidando, mintiendo y luego saliendo de la sala de reuniones sin los cojones para contestar una sola pregunta...

Concluyó:

Facts and the truth are not partisan. They are the bedrock of our democracy. And you are either with them, with us, with our Constitution, our history, and the future of our nation, or you are against it. Everyone must answer that question.
Los hechos y la verdad no son partidarios. Son la piedra angular de nuestra democracia. Y ustedes están con ellos, con nosotros, con nuestra Constitución, nuestra historia, y el futuro de nuestra nación, o están en contra. Todo el mundo debe responder a esa pregunta.

The New York Times respondió con una verificación de hechos de declaraciones hechas durante la conferencia de prensa de Spicer. Esto incluyó una comparación fotográfica de lado a lado de las multitudes de la investidura presidencial de Obama de 2009 y de la de Trump.
Según The Guardian, Breitbart News defendió el uso de Conway de «hechos alternativos» al argumentar que es «un término inofensivo y preciso en un entorno legal, donde cada lado de una disputa presenta su propia versión de los hechos al tribunal para decidir», pero ellos mismos señalaron que «una búsqueda de varios diccionarios legales en línea, sin embargo, no dio ningún resultado para el término».
La periodista y exeditora ejecutiva de The New York Times, Jill Abramson, caracterizó los comentarios de Conway sobre hechos alternativos como «neolengua orwelliana», y dijo que «'hechos alternativos' son solo mentiras». NBC News citó a dos expertos en la psicología de mentir que dijeron que la administración de Trump estaba participando en hacer luz de gas, e informaron que el sitio web alternativefacts.com había sido comprado y redirigido a un artículo sobre el tema.
El sitio web del diccionario Merriam-Webster informó que las búsquedas de la palabra «hecho» aumentaron después de que Conway usara la frase «hechos alternativos». También se involucraron tuiteando sobre ello: «Un hecho es una pieza de información presentada como una realidad objetiva». El tuit incluyó un enlace a su artículo sobre el uso de Conway del término.
Después de la entrevista de Conway en Meet the Press y la respuesta viral en los medios sociales en la que los «hechos alternativos» se compararon con la neolengua, un término de la novela distópica 1984 de George Orwell, las ventas del libro aumentaron en más de 9500 %, convirtiéndose en el libro número uno en superventas en Amazon.com. Los medios de comunicación atribuyeron el interés renovado en la novela a los comentarios de Conway. Penguin, la editorial del libro, ordenó una reimpresión de 75 000 unidades para satisfacer la demanda.
El 24 de enero de 2017, la Public Relations Society of America, un grupo de relaciones públicas de comercio, emitió una declaración que decía que «fomentar y perpetuar el uso de hechos alternativos por un portavoz de alto perfil refleja mal en todos los profesionales de las comunicaciones».
15 profesores de derecho presentaron una queja disciplinaria ante la Oficina de Conducta Disciplinaria del Colegio de Abogados de D. C.. Su denuncia se aplica contra Conway, un abogada en cargos públicos, alegando que de acuerdo con la regla 8.4 (c): «Es una mala conducta profesional para un abogado involucrarse en conducta que implique deshonestidad, fraude, engaño o tergiversación», debido al patrón de Conway de frases percibidas como tergiversaciones, por ejemplo, «hechos alternativos», así como su uso indebido de palabras, como «masacre», en un momento en que Conway ocupa un cargo público tan alto.